# Sorin Babii
Sorin Babii (ur. 14 listopada 1963 w Aradzie) – rumuński strzelec sportowy. Dwukrotny medalista olimpijski.
Specjalizował się w strzelaniu z pistoletu. Brał udział w sześciu igrzyskach olimpijskich (IO 84, IO 88, IO 92, IO 96, IO 00, IO 04), na dwóch zdobywał medale. W 1988 triumfował w pistolecie dowolnym (50 metrów), cztery lata później zajął trzecie miejsce w pistolecie pneumatycznym (10 metrów). Był medalistą mistrzostw świata i mistrzem Europy w różnych konkurencjach pistoletowych.